# Danseys Pass
Der Danseys Pass (teils auch als Dansey's Pass oder Dansey Pass bezeichnet) ist ein Gebirgspass in der Region Otago der neuseeländischen Südinsel.

## Geographie
Die Passhöhe liegt auf 900 Metern über Meereshöhe im Central Otago District. Die weitgehend unbefestigte Passstraße Danseys Pass Road verbindet die Gegend um den Oberlauf des Taieri River im Südwesten, welche als Strath Taieri bezeichnet wird, mit der Ebene um den Waitaki River im Nordosten. In letzteren münden sowohl der vom Pass aus östlich fließende Maerewhenua River als auch der nordöstlich fließende Otekaieke River.
Die Passstraße dient als Verbindung der Ortschaften Naseby und Ranfurly im Maniototo Plain mit Duntroon im Mackenzie-Becken im südlichen Canterbury. Sie ist damit die einzige Straße über die Kakanui Mountains. Am südöstlichen Ende der Bergkette führt der New Zealand State Highway 1 an der Küste entlang, am nordwestlichen Ende überquert der New Zealand State Highway 8 am Lindis Pass die sich anschließende Bergkette. Bei der Verbindung der genannten Ortschaften stellen beide Highways einen Umweg von über 100 km dar.